# Чемпіонат Південної Америки з легкої атлетики 2025
Чемпіонат Південної Америки з легкої атлетики 2025 був проведений 25-27 квітня в Мар-дель-Платі на легкоатлетичному стадіоні імені Густо Ернесто Романа.
Змагання зі спортивної ходьби на 20 кілометрів проходили на міській шосейній трасі з довжиною кола 1 км.

## Призери

### Чоловіки
| Дисципліни                | Золото                                                                                        | Золото   | Срібло | Срібло   | Бронза                                                            | Бронза   |
| ------------------------- | --------------------------------------------------------------------------------------------- | -------- | --- | -------- | ----------------------------------------------------------------- | -------- |
| 100 метрів                | Феліпе Барді Бразилія                                                                         | 9,99     | Рональ Лонга Колумбія                                                                                                   | 10,04    | Карлос Флорес Колумбія                                            | 10,17    |
| 200 метрів                | Сезар Альмірон Парагвай                                                                       | 20,50    | Рональ Лонга Колумбія                                                                                                   | 20,56    | Артуро Делісер Панама                                             | 20,67    |
| 400 метрів                | Кельвіс Падріно Венесуела                                                                     | 46,02    | Ельян Ларрехіна Аргентина                                                                                               | 46,17    | Хав'єр Гомес Венесуела                                            | 46,73    |
| 800 метрів                | Едуарду Морейра Бразилія                                                                      | 1.50,46  | Хосе Антоніо Майта Венесуела                                                                                            | 1.50,93  | Марко Вілька Перу                                                 | 1.50,93  |
| 1500 метрів               | Дієго Лакамойре Аргентина                                                                     | 3.41,43  | Гільєрме Куртц Бразилія                                                                                                 | 3.42,79  | Тьягу Андре Бразилія                                              | 3.44,77  |
| 5000 метрів               | Карлос Сан Мартін Колумбія                                                                    | 13.54,34 | Жаню Варжан Бразилія | 13.55,88 | Ігнасіо Веласкес Чилі                                             | 13.59,81 |
| 10000 метрів              | Ігнасіо Веласкес Чилі                                                                         | 28.44,81 | Парйона Нідер Перу | 28.49,48 | Луїс Масабанда Еквадор                                            | 29.03,88 |
| 110 метрів з бар'єрами    | Мартін Саєнс Чилі                                                                             | 13,51    | Тьягу Орнелас Бразилія                                                                                                  | 13,63    | Маркос Еррера Еквадор                                             | 13,77    |
| 400 метрів з бар'єрами    | Франсіску дус Рейс Бразилія                                                                   | 50,03    | Каю Вінісіус Сілва Бразилія                                                                                             | 51,27    | Дієго Коурбіс Чилі                                                | 51,40    |
| 3000 метрів з перешкодами | Карлос Сан Мартін Колумбія                                                                    | 8.37,79  | Дідьєр Родрігес Панама                                                                                                  | 8.41,31  | Валасі Калдас Бразилія                                            | 8.46,17  |
| 4×100 метрів              | КолумбіяДжонні Рентерія Карлос Паласіос Нейкер Абельйо Карлос Флорес Педро Агвалімпія (забіг) | 39,58    | БразиліяВінісіус Мораєс Феліпе Барді Ерік Кардосу Вітор Угу дус Сантус Родрігу ді Насіменту (забіг) Ігор Суарес (забіг) | 39.62    | ВенесуелаАнхель Альварадо Браянт Аламо Алексіс Ньєвес Давід Вівас | 39,84    |
| 4×400 метрів              | БразиліяТьягу да Сілва Лукас Карвалью Жадсон Суарес Ельяс Олівейра                            | 3.07,40  | АргентинаАгустін Пінті Томас Мірон Бруно де Хенаро Ельян Ларрехіна                                                      | 3.08,77  | ВенесуелаХав'єр Гомес Аксель Гомес Калін Самбрано Кельвіс Падріно | 3.09,18  |
| Ходьба 20 кілометрів      | Луїс Енрі Кампос Перу                                                                         | 1:21.26  | Хорді Хіменес Еквадор                                                                                                   | 1:24.06  | Матеус Корреа Бразилія                                            | 1:25.17  |
| Стрибки у висоту          | Тьягу Моура Бразилія                                                                          | 2,16     | Фернанду Феррейра Бразилія                                                                                              | 2,13     | Себастьян Данерс Уругвай                                          | 2,10     |
| Стрибки з жердиною        | Рікардо Монтес де Ока Венесуела                                                               | 5,40     | Гільєрмо Коррея Чилі | 5,40     | Лукас Аліссон Бразилія                                            | 5,35     |
| Стрибки в довжину         | Емільяно Ласа Уругвай                                                                         | 7,97     | Еммануель Арчибальд Гаяна                                                                                               | 7,76     | Хосе Луїс Мандрос Перу                                            | 7,73     |
| Потрійний стрибок         | Алмір дус Сантус Бразилія                                                                     | 16,68    | Елтон Петронільйо Бразилія                                                                                              | 16,26    | Леодан Торреальба Венесуела                                       | 16,22    |
| Штовхання ядра            | Вільян Дорадо Бразилія                                                                        | 20,65    | Велінгтон Мораїс Бразилія                                                                                               | 20,28    | Хуан Мануель Ар'єгес Аргентина                                    | 18,78    |
| Метання диска             | Клаудіо Ромеро Чилі                                                                           | 64,13    | Веллінтон да Крус Філью Бразилія                                                                                        | 62,09    | Маурісіо Ортега Колумбія                                          | 61,91    |
| Метання молота            | Хуакін Гомес Аргентина                                                                        | 77,69    | Габрієль Кер Чилі | 76,90    | Умберто Мансілья Чилі                                             | 76,61    |
| Метання списа             | Педру Енріке Родрігес Бразилія                                                                | 77,92    | Віллі Хуліо Колумбія | 76,73    | Ларс Фламінг Парагвай                                             | 76,60    |
| Десятиборство             | Жозе Фернанду Феррейра Бразилія                                                               | 7847     | Херсон Ісагірре Венесуела                                                                                               | 7273     | Педру ді Олівейра Бразилія                                        | 7116     |

### Жінки
| Дисципліни                | Золото                                                                        | Золото   | Срібло                                                           | Срібло   | Бронза                                                                                | Бронза   |
| ------------------------- | ----------------------------------------------------------------------------- | -------- | ---------------------------------------------------------------- | -------- | ------------------------------------------------------------------------------------- | -------- |
| 100 метрів                | Віторія Крістіна Роза Бразилія                                                | 11,21    | Анаї Суарес Еквадор                                              | 11,28    | Марія Ігнасія Монтт Чилі                                                              | 11,33    |
| 200 метрів                | Ніколь Кайседу Еквадор                                                        | 23,07    | Анаї Суарес ЕквадорВіторія Крістіна Роза Бразилія                | 23,25    | не вручалась                                                                          |          |
| 400 метрів                | Мартіна Вейль Чилі                                                            | 51,14    | Евеліс Агілар Колумбія                                           | 51,26    | Ніколь Кайседу Еквадор                                                                | 53,05    |
| 800 метрів                | Дебора Родрігес Уругвай                                                       | 2.04,70  | Маяра Лейті Бразилія                                             | 2.05,33  | Бердіне Кастільйо Чилі                                                                | 2.05,89  |
| 1500 метрів               | Мікаела Леваггі Аргентина                                                     | 4.25,99  | Марія Пія Фернандес Уругвай                                      | 4.28,27  | Жулі да Сілва Бразилія                                                                | 4.28,39  |
| 5000 метрів               | Шейла Еулоджіо Перу                                                           | 15.51,27 | Едімар Брея Венесуела                                            | 15.55,03 | Даяна Окампо Аргентина                                                                | 15.57,15 |
| 10000 метрів              | Нубія ді Олівейра Сілва Бразилія                                              | 34.06,56 | Флоренсія Бореллі Аргентина                                      | 34.08,01 | Едімар Брея Венесуела                                                                 | 34.08,54 |
| 100 метрів з бар'єрами    | Кетілей Батіста Бразилія                                                      | 13,22    | Марія Алехандра Роча Колумбія                                    | 13,42    | Віторія Алвес Бразилія                                                                | 13,55    |
| 400 метрів з бар'єрами    | Джіанна Вудрафф Панама                                                        | 56,57    | Марія Алехандра Роча Колумбія                                    | 57,48    | Каміллі ді Олівейра Бразилія                                                          | 58,05    |
| 3000 метрів з перешкодами | Татьяні Ракел да Сілва Бразилія                                               | 9.40,07  | Мікаела Леваггі Аргентина                                        | 9.42,09  | Міреллі Лейті Бразилія                                                                | 10.13,35 |
| 4×100 метрів              | БразиліяГабріела Моран Данієлі Кампіготту Лоррайні Мартінс Ванесса дус Сантус | 44,35    | ЕквадорАймара Насарено Анаї Суарес Ніколь Кайседо Хасміне Чала   | 45,04    | АргентинаБелен Фріцше Марія Флоренсія Ламболья Валентина Наполітано Гільєрміна Коссіо | 46,57    |
| 4×400 метрів              | КолумбіяНаомі Кастро Ліна Лікона Паола Лобоа Евеліс Агілар                    | 3.33,29  | БразиліяАнні ді Бассі Тіффані Марінью Жайні Баррету Летісія Ліма | 3.34,28  | ЧиліСтефані Сааведра Антонія Рамірес Віолета Арнаїс Мартіна Вейль                     | 3.37,64  |
| Ходьба 20 кілометрів      | Вівіані Ліра Бразилія                                                         | 1:28.30  | Габрієла ді Соуза Бразилія                                       | 1:34.50  | не вручалась                                                                          |          |
| Стрибки у висоту          | Еллен Теноріо Колумбія                                                        | 1,81     | Арієллі Монтейру Бразилія                                        | 1,78     | Валділея Мартінс Бразилія                                                             | 1,75     |
| Стрибки з жердиною        | Жуліана Кампус Бразилія                                                       | 4,30     | Ізабел ді Квадрус Бразилія                                       | 3,80     | Альдана Гарібальді Аргентина                                                          | 3,20     |
| Стрибки в довжину         | Наталія Лінарес Колумбія                                                      | 6,81     | Ліссандра Кампус Бразилія                                        | 6,48     | Юліана Ангуло Еквадор                                                                 | 6,47     |
| Потрійний стрибок         | Габріелі дус Сантус Бразилія                                                  | 13,96    | Режиклесія да Сілва Бразилія                                     | 13,76    | Натрісія Гупер Гаяна                                                                  | 13,64    |
| Штовхання ядра            | Івана Гальярдо Чилі                                                           | 17,55    | Аїмара Еспіноса Венесуела                                        | 16,51    | Ана Кароліні Сілва Бразилія                                                           | 16,09    |
| Метання диска             | Ізабела да Сілва Бразилія                                                     | 62,87    | Андресса ді Мораїс Бразилія                                      | 60,16    | Єрлін Меса Колумбія                                                                   | 55,69    |
| Метання молота            | Роза Родрігес Венесуела                                                       | 71,04    | Хімена Сорілья Перу                                              | 67,52    | Маріана Гарсія Чилі                                                                   | 66,06    |
| Метання списа             | Жусілені ді Ліма Бразилія                                                     | 62,32    | Хулейсі Ангуло Еквадор                                           | 62,25    | Данієла Нісімура Бразилія                                                             | 60,12    |
| Семиборство               | Марта Араухо Колумбія                                                         | 6396 CR  | Роберта дус Сантус Бразилія                                      | 5553     | Тамара ді Соуза Бразилія                                                              | 5525     |

### Змішана дисципліна
| Дисципліна   | Золото                                                           | Золото  | Срібло                                                       | Срібло  | Бронза                                                                          | Бронза  |
| ------------ | ---------------------------------------------------------------- | ------- | ------------------------------------------------------------ | ------- | ------------------------------------------------------------------------------- | ------- |
| 4×400 метрів | БразиліяЖадсон Суарес Еріка Барбоза Тьягу да Сілва Анні ді Бассі | 3.17,73 | КолумбіяДанієль Баланта Паола Лобоа Луїс Аррієта Ліна Лікона | 3.19,18 | АргентинаАгустін Пінті Марія Флоренсія Ламболья Ельян Ларрехіна Ноелія Мартінес | 3.23,12 |

## Медальний залік
| Місце               | Країна              | Золото | Срібло | Бронза | Загалом |
| ------------------- | ------------------- | ------ | ------ | ------ | ------- |
| 1                   | Бразилія            | 20     | 19     | 13     | 52      |
| 2                   | Колумбія            | 7      | 7      | 3      | 17      |
| 3                   | Чилі                | 5      | 2      | 7      | 14      |
| 4                   | Аргентина           | 3      | 4      | 5      | 12      |
| 4                   | Венесуела           | 3      | 4      | 5      | 12      |
| 6                   | Перу                | 2      | 2      | 2      | 6       |
| 7                   | Уругвай             | 2      | 1      | 1      | 4       |
| 8                   | Еквадор             | 1      | 5      | 4      | 10      |
| 9                   | Панама              | 1      | 1      | 1      | 3       |
| 10                  | Парагвай            | 1      | 0      | 1      | 2       |
| 11                  | Гаяна               | 0      | 1      | 1      | 2       |
| Загалом (11 збірна) | Загалом (11 збірна) | 45     | 46     | 43     | 134     |